# 23 August (Krassó-Szörény megye)
23 August románul: 23 August falu Romániában, a Bánságban, Krassó-Szörény megyében.

## Fekvése
Závoly (Zăvoi) mellett fekvő település.

## Története
23 August korábban Závoly (Zăvoi) része volt. 1956 körül vált külön településsé 409 lakossal.
1966-ban 894 lakosából 764 román, 78 magyar, 30 német, 3 zsidó. 14 cigány, 2 ukrán volt.
1977-ben 755 lakosából 729 román, 14 magyar, 10 német, 2 zsidó, 1992-ben pedig 674 lakosából 619 román, 20 magyar, 15 német 20 zsidó volt. volt.
A 2002-es népszámláláskor 621 lakosából 574 román, 10 magyar, 11 német, 26 zsidó volt.